# 동상 (형상)

빅토리우스 유스는 고대 그리스의 희귀한 물이 보존된 청동이다.

동상(銅像)은 보통 구리 등 쇠로 만든 조각상이다. 브론즈상으로도 부른다.

## 내용
제작상으로 말하자면 오늘날의 소조는 브론즈상을 위한 원형제작을 말하기 때문에 처음부터 입체인 돌이나 나무에 맞달라 붙어 새겨 나가는 목조나 석조 따위와는 달리, 우선 찰흙을 사용하여 형을 쌓아 올리고, 소조적인 제작방법에 의하여 찰흙의 원형을 완전히 완성한 다음, 석고형뜨기 주조형뜨기의 순서를 거쳐서 비로소 실재(實在 Bronze)로 치환(置煥)되어 작품이 되는 것이다.
소조가의 작업은 최초의 찰흙 원형 만들기이다. 이 원형을 유지하는 찰흙은 습기를 띠어 공기 중에 오래 방치할 수 없는 불안정한 소재이다. 이 소재에 의하여 형성된 원형을 반 영구저인 소재로 치환하는 재료로서 최적의 것이 석고이다. 소석고(燒石膏)는 물과 작용하여 결정체로 변화되는 그때 극소이기는 하나 팽창하는 성질을 갖는다. 이것이 찰흙의 원형을 충실하게 복원하는 데에 적합한 재료로서 사용되어 왔다. 이 석고원형을 주조사(鑄造師)에게서 주조용 사형(砂型)으로 다시 베낀 다음 용융(熔融)된 동을 들어부어 그 사형(砂型)을 제거하고서 브론즈상을 만든다.

## 같이 보기
- 불상